# Renault Scénic E-Tech
Renault Scénic E-Tech este un crossover lansat în 2024.
Gilles Vidal, șeful de design al Renault, a dezvăluit că stilul conceptului Vision Scenic va fi prezent în proporție de 90% pe versiunea de serie.